# Isidor Torres Cardona
Isidor Torres Cardona (Formentera, 1951) és un mestre i polític formenterenc.

## Biografia
Mestre de primer ensenyament per la Universitat de Barcelona (1973), ha estat professor de català per l'I.C.E. de la Universitat de les Illes Balears (1990), president de l'A.P.A. del C.P. "Sant Francesc Xavier" de Formentera (1985-1987), del que en fou director del 1978 al 1984, membre del Consell de Redacció de l'Enciclopèdia d'Eivissa i Formentera (1995-). També ha estat fundador del grup de ball típic de Formentera Es Pastorells el 1977.
Fou elegit diputat pel PSIB a les eleccions al Parlament de les Illes Balears de 1987 i senador per Eivissa i Formentera a les eleccions generals espanyoles de 1996 en substitució de Pilar Costa Serra. Fou un dels patrocinadors de la Coalició d'Organitzacions Progressistes de Formentera, amb la qual fou nomenat alcalde de Formentera a les eleccions municipals espanyoles de 1999. El 2003 fou desplaçat de l'alcaldia mercè un pacte entre el Partido Popular i el Partit Renovador, amb un sol regidor, Cándido Valladolid. Tanmateix, el juliol de 2005 es va trencar el pacte i Isidor Torres tornà a l'alcaldia. A les eleccions municipals espanyoles de 2007 fou substituït per Jaume Ferrer Ribas.
En 2013 va rebre el Premi Sant Jaume de Formentera.

## Obres
- Pep Simón, un home de Formentera, vídeo de l'Obra Cultural Balear i Ajuntament de Formentera.
- Cantada Pagesa. Editorial Ca Sifre. Eivissa. 1993.